# Владычкины (дворянский род)
Владычкины — древний русский дворянский род.
При подаче документов (января 1687) для внесения рода в Бархатную книгу, были предоставлены: родословная роспись Владычкиных, роспись служб Владычкиных (1512—1678), жалованная грамота Василия III Гавриле Владычкину сыну Дятлова на волость Веденская в Устюге (1521), наказ приказа Казанского дворца Конону Ивановичу Владычкину посланному (1613) возводить сожженный (1608) Кокшайск, а также четыре грамоты (1614—1678). Родословная подана за подписью Ивана Владычкина.
Одного происхождения с дворянами Дятловыми.

## История рода
Род выехал из Литвы. Фамилию получили от Артемия по прозванию Владычка, который являлся сыном первовыехавшего.
Серпуховской помещик Иван Юрьевич служил по жилецкому списку (1622). Софон Иванович Белёвский помещик (1624). Степан Богданович вёрстан новичным окладом (1628). Чухломской помещик Тимофей Степанович Владычкин послан под Новгород для раздачи золотых татарам и казакам полка Барай Мурзы Кутумова за их успешные действия против черкас под Олонцом (1614), собирал рязанских дворян и детей боярских бывших на посольском съезде под Смоленском, сопровождал их в Москву для выдачи жалования (1616), московский дворянин (1632—1635), воевода, письменный голова в Тобольске (1632—1635), пристав у Кизилбашского посла (1642). Арзамасец Никифор Григорьевич был в плену в Бухаре (1642). Степан и Александр Наумович владели поместьями в Каширском уезде (1656). Степан Тимофеевич жилец (1656), стряпчий (1658), владел поместьем в Ярославском уезде (1679). Иван Тимофеевич Московский и Данковский помещик, жилец (1660), вотчина в Серпуховском уезде (1676), воевода в Пошехонье (1678), стольник (1693). Никита Тимофеевич московский дворянин (1681—1692), помещик Алексинского уезда (1698). Стольники: Василий Иванович Большой и Афанасий Иванович помещики Тарусского уезда (1676—1692).
Двенадцать представителей рода владели населёнными имениями (1699).

## Известные представители
- Владычкин Конон Иванович — воевода в Кокшайске (1614), голова Пушкарского приказа (1640).
- Владычкин Иван Юрьевич — московский дворянин (1629—1640).
- Владычкин Иван — дьяк (1658).
- Владычкины: Александр Наумович и Афанасий Иванович — стряпчие (1682—1692).
- Владычкин Глеб Иванович — стряпчий (1676), стольник (1686—1692).
- Владычкин Василий Иванович — стряпчий (1682), стольник (1686—1692).
- Владычкин Глеб Степанович — стольник (1687)[6][7].